# Lucas Merolla
Lucas Gabriel Merolla (ur. 27 czerwca 1995 w Buenos Aires) – argentyński piłkarz występujący na pozycji środkowego obrońcy, od 2023 roku zawodnik meksykańskiego Mazatlán.